# Marguerite Monnot
Marguerite Monnot (Decize, 28 maggio 1903 – Parigi, 12 ottobre 1961) è stata una pianista e compositrice francese di canzoni e colonne sonore.
Le sue innumerevoli canzoni interpretate da Édith Piaf, (Milord, L'Hymne à l'amour) le conferirono prestigio internazionale.

## Biografia

### Un talento precoce
A Decize, luogo di nascita, sua madre era insegnante e suo padre, Gabriel Monnot, era insegnante di pianoforte e compositore di musica religiosa; egli era il titolare dell'organo della chiesa di "Saint-Are", patrono del paese.
Marguerite manifesta precocemente il suo talento musicale, a 8 anni, si esibisce in concerto, suonando: Liszt, Fryderyk Chopin e Mozart. A 16 anni, dopo aver rifiutato, su istanza dei genitori, di far parte dei musicisti ufficiali alla corte di Spagna, Marguerite Monnot entra al conservatorio di Parigi. Si forma sotto la guida dei pianisti Alfred Cortot e Nadia Boulanger. Inizia un tour di concerti in Europa. Ma a 18 anni, reclutata per una serata negli Stati Uniti, decide di non andarci, interrompendo bruscamente la sua giovane carriera da concertista.
A 22 anni, nel 1931, consegna la sua prima canzone, Ah! Les mots d'amour! (Ah! Le parole d'amore!),
interpretata da Jane Marny. Il paroliere Marc Hémy, le domanda di comporre la musica per la canzone Viens dans mes bras (Vieni nelle mie braccia), cantata da Lucienne Boyer.

### Successo internazionale
La sua carriera prende una nuova svolta, quando grazie alla composizione della musica del brano L'étranger (Lo straniero), riceve il prestigioso Grand Prix de l'Académie Charles-Cros (Gran Premio dell'Accademia Charles-Cros); L'étranger è stata cantata da Annette Lajon al suo debutto ed è stata adottata da una giovane cantante in piena ascesa, Édith Piaf; le due si sono conosciute tramite Raymond Asso.
Marguerite Monnot musicherà poi Mon légionnaire (Mio legionario), prima cantata da Marie Dubas, in seguito da Edith Piaf, che nutriva molta ammirazione per Marie Dubas. Questo sarà il debutto di una proficua collaborazione della durata di quasi 25 anni, insieme ad un'amicizia nata tra le due donne. Marguerite Monnot lavorerà con altri parolieri, come Henri Contet, negli anni della loro collaborazione comporranno, Où sont-ils donc mes petits copains, (Dove sono i miei piccoli amici), Tu es partout (Tu sei tutto), che si ritroverà anni dopo nella colonna sonora del film Salvate il soldato Ryan. Il duo "Piaf-Monnot" sarà la prima coppia femminile nella storia della musica.
Si sposa l'11 luglio 1950 col cantante Paul Peri (all'anagrafe Etienne Giannesini).
Ella riscuote un grande successo internazionale nel 1956, quando La goualante du pauvre Jean diviene numero uno negli Stati Uniti con il titolo di The poor people of Paris, cantata da Dean Martin; altro successo dello stesso anno è Les amants d'un jour, con il testo di Claude Delécluse e Michèle Senlis, lanciata da Édith Piaf che la incise l'8 febbraio del 1956.  La canzone, nota in Italia col titolo di “L’albergo a ore” , trattava dei temi insoliti nell'Italia di quegli anni: l'amore fuori del matrimonio, il suicidio. Per un certo tempo la censura italiana fece in modo che il brano non venisse trasmesso, ma nel '69 Herbert Pagani, dopo una lunga battaglia con la RAI, poté cantare in radio ed in televisione questa ed altre canzoni "proibite". La Monnot collaborerà con Alexandre Breffort a comporre le musiche del musical Irma la douce, musical innovativo per il suo tempo, la prima commedia musicale francese ad avere riscosso grande successo anche nel Regno Unito e negli Stati Uniti. Ella comporrà nel 1950 il famoso Hymne à l'amour (Inno all'amore),  su testo di Edith Piaf , sua migliore amica, che la cantante dedicò al grande amore della sua vita,  il pugile Marcel Cerdan, perito tragicamente il 28 ottobre del 1949 in un incidente aereo mentre si recava in America per l’incontro con Jack LaMotta con in palio il titolo mondiale dei pesi medi, e dove Edith lo attendeva . Il mondo crollò addosso alla Piaf che non voleva cantare più,  né vivere  . Solo Marguerite Monnot,  l’amica di sempre e di cui si fidava ,  riuscirà a farle riprendere il cammino sulla strada della vita. Edith la segue, ma le chiede di aiutarla a erigere un monumento musicale all’amato Marcel. In quei giorni infatti nasce L’hymne à l’amour, la canzone che fa uscire la cantante dall’abisso della disperazione. Il testo lo scrive Edith stessa e la musica, larga e imponente come una sinfonia è di Marguerite. Questa , da sondaggi effettuati, è risultata la canzone d’amore preferita da ogni generazione di francesi.
Nel 1959 uscirà Milord, su testo di Georges Moustaki, canzone che conoscerà grande successo internazionale.
Il 12 ottobre 1961, dopo un periodo di depressione, all'età di 58 anni, Marguerite Monnot morì in un ospedale di Parigi per un’appendicite trascurata e la conseguente peritonite. Fu sepolta con suo padre e sua madre nel cimitero di Decise (Nievre) sua città natale. La sua morte devastò la Piaf -che la chiamava "La Guite"- così come i tanti amici e colleghi di Monnot. Nel 1963, la città di Decize ribattezzò la strada in cui aveva vissuto (rue des Écoles) "rue Marguerite Monnot". Ha anche posto una targa commemorativa sulla facciata della casa dove è nata.  Nel 1989 a lei è stato intitolato anche l'asilo nido nel centro del paese. Nel 1991, nel trentesimo anniversario della sua morte, si tennero a Decize una messa, un concerto e una mostra in sua memoria. Ma il suo vero memoriale si trova nella sua opera: le belle canzoni che ha scritto.